# Psathyropus tenuipes
Psathyropus tenuipes is een hooiwagen uit de familie Sclerosomatidae.